# To You All
 (février 2023).
Si vous disposez d'ouvrages ou d'articles de référence ou si vous connaissez des sites web de qualité traitant du thème abordé ici, merci de compléter l'article en donnant les références utiles à sa vérifiabilité et en les liant à la section « Notes et références ».
Albums de Krokus
Krokus
(1976) Painkiller
(1978)
Singles
To You All est le deuxième album du groupe de hard rock suisse, Krokus.
Il est paru en 1977 sur le label suisse Schnoutz Records (Phonogram). Il sera le premier album du groupe depuis sa fusion avec un autre groupe suisse nommé Montezuma où jouaient Fernando Von Arb, Freddy Steady et Jürg Naegeli. 
Chris Von Rohr abandonnera la batterie pour se consacrer au chant et Remo Spadino quittera le groupe après l'enregistrement des parties de basse de quatre titres. Le style musical du groupe n'est pas encore bien défini, il oscille entre hard rock, blues et même reggae (Move It On).
C'est sur cet album qu'apparait pour la première fois le logo du groupe et le titre Highway Song fera l'objet d'un clip vidéo.

## Liste des titres

### Face 1
| No | Titre                                        | Durée |
| -- | -------------------------------------------- | ----- |
| 1. | Highway Song (Fernando Von Arb / Chris Rohr) | 4:03  |
| 2. | To You All (Von Arb / Von Rohr)              | 2:28  |
| 3. | Festival (Von Arb / Von Rohr)                | 5:12  |
| 4. | Move It On (Tommy Kiefer)                    | 3:28  |
| 5. | Mr Greedy (Kiefer)                           | 3:24  |

### Face 2
| No | Titre                                | Durée |
| -- | ------------------------------------ | ----- |
| 1. | Lonesome Rider (Von Arb / Von Rohr)  | 2:39  |
| 2. | Protection (Kiefer / Kiefer)         | 3:10  |
| 3. | Trying Hard (Kiefer)                 | 3:40  |
| 4. | Don't Stop Playing (Kiefer / Kiefer) | 3:10  |
| 5. | Take It, Don't Leave It (Kiefer)     | 3:32  |

## Musiciens du groupe
- Tommy Kiefer: guitares, chœurs.
- Fernando Von Arb: guitares, chœurs.
- Chris Von Rohr: chant, claviers, percussions.
- Jürg Naegeli: basse, chœurs.
- Freddy Steady: batterie, percussions, chœurs.

## Musiciens additionnels
- Remo Spadino: basse sur Move It On, Mr Greedy, Protection et Take It, Don't Leave It.
- Chicken Fisher: chant sur Take It, Don't Leave it, guitare sur Move It On.
- Peter Richard: chant sur Protection, Move It On et Mr Greedy.
- Michi Szabo: claviers sur Take It, Don't leave It.
- Ben Jeger: orgue sur Trying Hard.